# Mireille (film 1906)
Mireille è un cortometraggio muto del 1906 diretto da Louis Feuillade e da Alice Guy.

## Produzione
Il film fu prodotto dalla Société des Etablissements L. Gaumont. Venne girato in Francia, a Saintes-Maries-de-la-Mer, nella Camargue e a Nîmes.

## Distribuzione
Distribuito dalla Société des Etablissements L. Gaumont, uscì nelle sale cinematografiche francesi nel 1906.